# Diario Popular
Diario Popular è un quotidiano argentino fondato nel 1974. Terzo quotidiano del paese per copie vendute dopo Clarín e La Nación, è diffuso principalmente nei distretti meridionali della grande conurbazione bonaerense come Avellaneda, Lanús e Quilmes.

## Storia
Fu fondato il 1º luglio 1974 da Jorge Fascetto, direttore azionista di maggioranza del quotidiano El Día di La Plata.